# Grünental (Hückeswagen)
Grünenthal, nicht amtlicherseits auch Grünental, ist eine Hofschaft in Hückeswagen im Oberbergischen Kreis im Regierungsbezirk Köln in Nordrhein-Westfalen (Deutschland).

## Lage und Verkehrsanbindung
Grünenthal liegt im westlichen Hückeswagen unmittelbar nahe dem größeren Ortsteil Wiehagen. Weitere Nachbarorte sind Wiehagerhöhe, Raspenhaus, Westhoferhöhe, Kammerforsterhöhe, Wegerhof, Altenhof, Großenscheidt und Heidt. Die Hofschaft liegt an der Bundesstraße 237 (B237) zwischen Kammerforsterhöhe und Hückeswagen.
Nahe Grünenthal entspringt der Brunsbach.

## Geschichte
Grünenthal ist erst in der zweiten Hälfte des 19. Jahrhunderts gegründet worden. Während die Topographische Aufnahme der Rheinlande von 1824 und die Preußische Uraufnahme von 1844 noch keinen Siedlungsbereich zeigen, ist die Hofschaft auf den Ausgaben des Messtischblatts Remscheid der amtlichen topografischen Karte 1:25000 ab 1893 eingezeichnet und durchgehend mit Grünenthal beschriftet.
Im Gemeindelexikon für die Provinz Rheinland werden für 1885 ein Wohnhaus mit 13 Einwohnern angegeben. Der Ort gehörte zu dieser Zeit zur Landgemeinde Neuhückeswagen innerhalb des Kreises Lennep. 1895 besitzt der Ort ein Wohnhaus mit 31 Einwohnern, 1905 ein Wohnhaus und 29 Einwohner.